# Defensa Marshall
La defensa Marshall és una obertura d'escacs que comença amb els següents moviments:
1. d4 d5
2. c4 Nf6?!
La defensa Marshall és una dubtosa variant del gambit de dama refusat.
La va jugar Frank Marshall els anys 1920, però la va abandonar un cop va perdre amb Aleksandr Alekhin a Baden-Baden el 1925, i ja no fou usada més per jugadors experimentats.
Les blanques poden ignorar el provocatiu segon moviment de les negres jugant 3.Cc3, que normalment transposa a les línies normals del gambit de dama refusat (després de 3...e6), la defensa eslava (després de 3...c6), el gambit de dama acceptat (després de 3...dxc4) o la defensa Grünfeld (després de 3...g6).
|  |

## 3.cxd5 Cxd5 4.e4
Una continuació comuna, encara que les blanques puguin estar jugant e4 massa d'hora. Si les negres desvien la partida amb 3...Dxd5, 4.Cc3 Da5 5.Ad2 és forta, per exemple 5...Db6 6.Cf3 Dxb2?? 7.Tb1 Da3 8.Cb5, guanyant.
Un cop les negres treuen el cavall amb 4...Cf6, les blanques poden continuar amb 5.e5 atacant el cavall, o poden obtenir un clar avantatge amb 5.f3, o un petit avantatge amb 5.Cc3 e5! 6.Cf3! (6.dxe5 Dxd1+ 7.Rxd1 Cg4!) 6...exd4! 7.Dxd4.

## 4.Cf3!
Aquesta és més exacta, amenaçant 5.e4. Després de 4...Af5, les blanques aconsegueixen un gran avantatge amb 5.Db3 e6 (5...Cc6 6.Cbd2! Cb6 7.e4 Ag6 8.d5 és molt forta) 6.Cc3 (evitant complicacions 6.Dxb7 Cd7; 6.Cbd2 és també bona) 6...Cc6 7.e4 Cxc3 8.exf5 Cd5 9.a3 (evitant 9.Dxb7 Ab4+) Dd6 10.Dxb7 Tb8 11.Da6 Ae7 12.Ab5 Tb6 13.Axc6 Txc6 14.Dd3 exf5 15.0-0 0-0 16.Dxf5, tal com al Lipnicky–Bondarevski, Campionat de la Unió Soviètica el 1951. Les blanques també aconsegueixen una "còmode avantatge" amb 5.Cbd2 Cf6 6.Db3 Dc8 7.g3.

## 3.cxd5 c6 4.dxc6 Cxc6
Les negres poden jugar una línia de gambit on en general se segueix amb ... e5, causant un canvi de peons en el centre i l'eliminació de les dames. Aleshores, les blanques mantenen un petit avantatge en el mig joc sense dames.